# Stadion Miejski w Świdniku
Stadion Miejski – stadion piłkarski w Świdniku, w Polsce. Został otwarty w 1964 roku. Może pomieścić 2800 widzów. Swoje spotkania rozgrywają na nim piłkarze klubu Avia Świdnik.
Stadion został otwarty w 1964 roku. W latach 2012–2014 przeszedł gruntowną modernizację. Grający na tym obiekcie piłkarze Avii Świdnik w latach 1973–1999 rozegrali łącznie 21 sezonów w II lidze.